# Le Destin des Tortues Ninja
Les Tortues Ninja Tales of the Teenage Mutant Ninja Turtles : Légendes des Tortues Ninja
Le Destin des Tortues Ninja (Rise of the Teenage Mutant Ninja Turtles) est une série télévisée d'animation américaine en 39 épisodes de 22 minutes créée par Andy Suriano et Ant Ward, diffusée en avant-première le 20 juillet 2018 et officiellement à partir du 17 septembre 2018 sur Nickelodeon jusqu'au 7 août 2020. Il s'agit de la quatrième série d'animation des Tortues Ninja, d'après les personnages créés par Kevin Eastman et Peter Laird.
En France, la série est diffusée depuis le 17 novembre 2018 sur Nickelodeon France puis sur Gulli.
Un film, sorti en 2022, fait suite à la série.

## Synopsis
Dans les égouts de New York, Leonardo, Raphael, Donatello et Michelangelo sont quatre frères tortues mutantes au début de leur adolescence. La fratrie part à l'aventure et découvre des armes leur donnant des pouvoirs mystiques de ninja jamais connus.

## Distribution

### Voix originales
- Omar Benson Miller : Raphael
- Josh Brener : Donatello
- Ben Schwartz : Leonardo
- Brandon Mychal Smith : Michelangelo
- Kat Graham : April O'Neil
- Eric Bauza : Splinter/Agent Pivert/Señor Hueso
- John Cena : Le baron Draxum
- Tim Simons et Sam Richardson : Hunginn et Muninn
- Fred Tatasciore : Guardsmen/Repo Mantis/Gus/Stewart
- Rob Paulsen : Lieutenant Foot
- Maurice LaMarche : Brute Foot
- Johnny Rotten : Meat Sweats
- Tom Kenny : Albearto/Al-Beardo le Pirate/Bayou 'Bearto/Chef Albéar/Otto von Bearto
- John Michael Higgins : Warren Stone
- Rhys Darby : Hypno-Potamus
- Jorge Gutierrez : Ghostbear
- Grey Griffin : Atomic Lass/Robot Vampire
- John DiMaggio : Joey, le chien de la décharge
- Ramone Hamilton : Baxter Stockboy
- Eliza Schneider : Mrs. Cuddles
- Lena Headey : Big Mama
- Tania Gunadi : Kendra
- Eugene Byrd : Jase
- Kyle Massey : Jeremy
- Thurop Van Orman : Todd Capybara
- Elizabeth Daily : Chien de la prairie/Honey Bagder
- Betsy Sodaro : Ground Dog
- Zelda Williams : Cassandra Jones
- Sung Kang : Shredder
- Chuck Liddell : Kraang
- Kate Mara : Irma Langestein
- Chloë Grace Moretz : Karai

### Voix françaises
- Stéphane Marais : Leonardo
- Frédéric Popovic : Raphael, Jase
- Aurélien Ringelheim : Donatello
- Bruno Méyère : Michelangelo
- Antoine Tomé : Splinter
- Clara Soares : April O'Neil
- Pascale Chemin : Jessica Jaclyn, Baxter Stockboy, Taylor Martin
- Virginie Ledieu : Big Mama, Beverly
- Olivier Jankovic : Albearto, Lou Jitsu, Huginn, Patron de chez Albearto, Todd Capybara, Joey le chien ferrailleur, Stanley / Bullhop, Dale
- Olivier Cordina : Rupert Swaggart / Tas de Viande, Garde, Frère Sando, Brute Foot, Grand Ours, Gus
- Christine Pâris : IA, Tomate Cerise
- Jean-François Pagès : Stewart, Muninn, Ouesso, Lieutenant Foot, Timmy, Hypno-potamus, Sergent Woodpecker
- Éric Peter : Président Pepperoni, Mante Ferrailleuse
- Jérôme Keen : Frère Sando
- Julien Chatelet : Baron Draxum
- Fabrice Fara : Warren Stone
- Isabelle Volpé : Carly Balmaceda, Atomic Girl, Minotaure
- Sébastien Saramago

Version française
- Société de doublage : Lylo
- Adaptation : Julie Leroy et Joffrey Grosdidier
- Direction artistique : Christine Pâris et Bruno Méyère
- Adaptation et direction artistique chanson générique : Edwige Chandelier
- Interprètes chanson générique : Grégory Deck, Arnaud Denissel et Adrien Pelon

 Source et légende : version française (VF) sur RS Doublage

## Production

### Développement
Le 2 mars 2017, la série a été annoncée comme un nouveau reboot de la franchise après la précédente série Les Tortues Ninja. Il est précisé qu'il s'agit d'une version réinventée qui amènera les tortues à entreprendre de nouvelles aventures pour découvrir les secrets mystiques de la ville de New York.
Le logotype de la série a été révélé au public à la octobre 2018.
Le 1er février 2018, Nickelodeon annonçait et révélait les principales conceptions artistiques des personnages principaux. Cela s'est produit lors d'un événement sur Facebook, diffusé en direct ce jour-là.
Le 23 mars 2018, le premier trailer de la série a été publié par Nickelodeon.
À la mi-mai 2018, il a été annoncé que chaque épisode comportera deux épisodes de 11 minutes. Chacun d'entre eux racontera des histoires autonomes et avec des indices d'une parcelle plus grande.
Le 26 juin 2018, le générique de la série est sorti par Nickelodeon.
Le 20 juillet 2018, la série a été diffusée en avant-première après les Kids 'Choice Sports Awards 2018.
Le 27 juillet 2018, Nickelodeon a renouvelé la série pour une deuxième saison de 26 épisodes.

### Attribution des rôles
Le 2 novembre 2017, Nickelodeon a annoncé le casting officiel des acteurs principaux du côté des tortues. En plus de ces nouvelles, l'acteur vocal Rob Paulsen, qui a déjà prêté sa voix pour les personnages Raphael dans la série télévisée de 1987-1996 et Donatello dans la série télévisée 2012-2017, sera désormais le directeur vocal de cette série télévisée. John Cena fut plus tard choisi pour prêter sa voix pour le méchant personnage Baron Draxum. Outre la réalisation de voix, Rob Paulsen fournira également un travail de voix aux côtés de son autre acteur vocal, Maurice LaMarche.

### Fiche technique
Sauf indication contraire, les informations mentionnées dans cette section peuvent être confirmées par la base de données cinématographiques IMDb,  présente dans la section « Liens externes ».
- Titre original : Rise of the Teenage Mutant Ninja Turtles
- Création : Andy Suriano et Ant Ward, d'après Les Tortues Ninja créées par Kevin Eastman et Peter Laird
- Réalisation : Brendan Clogher, Sebastian Montes, Jamie Vickers
- Scénario : Ian Busch, Russ Carney, Ron Corcillo, Jesse Gordon
- Musique : Matt Mahaffey, Leticia Wolf
  - Thème d'ouverture : Rise of the Teenage Mutant Ninja Turtles par Matt Mahfafey
  - Thème de fin : Rise of the Teenage Mutant Ninja Turtles (instrumentale)
- Production :
  - Producteur(s) : Vladimir Radev
  - Producteur(s) exécutive(s) : Andy Suriano, Ant Ward
- Société(s) de production : Flying Bark Productions, Mirage Studios, Nickelodeon Productions
- Société(s) de distribution : ViacomCBS Domestic Media Networks
- Pays d'origine :  États-Unis
- Langue originale : Anglais
- Format :
  - Format image : HDTV 1080i
  - Format audio : Dolby Digital 5.1
- Genre : action, comédie, science fantasy, super-héros
- Durée : 22 minutes
- Public : Tout public[Où ?]

### Diffusion internationale
Aux États-Unis, la série sera diffusée intégralement à partir 17 septembre 2018 sur Nickelodeon.
La série a été présentée en avant-première sur YTV au Canada le 27 juillet 2018 et sera diffusée officiellement le 21 septembre 2018.
Au Royaume-Uni, la série est diffusée sur Nicktoons (Royaume-Uni) et Channel 5.

## Épisodes
| Saison | Saison | Épisodes | États-Unis                                                  | États-Unis       | France           | France           |
| Saison | Saison | Épisodes | Début de saison                                             | Fin de saison    | Début de saison  | Fin de saison    |
| ------ | ------ | -------- | ----------------------------------------------------------- | ---------------- | ---------------- | ---------------- |
|        | CM     | 2        | 27 novembre 2019                                            | 27 novembre 2019 | NC               | NC               |
|        | 1      | 38       | 20 juillet 2018 (en première)17 septembre 2018 (officielle) | 13 octobre 2019  | 17 novembre 2018 | 14 décembre 2019 |
|        | 2      | 26       | 23 novembre 2019                                            | en cours         | NC               | NC               |

### Courts-métrages (2019)
1. Titre français inconnu (Race)
2. Titre français inconnu (Turtle Tots)

### Première saison (2018-2019)
| №  | #   | Titre français                                | Titre original                                   | Diffusion originale | Diffusion française |
| -- | --- | --------------------------------------------- | ------------------------------------------------ | ------------------- | ------------------- |
| 1  | 1   | Mystérieuse pagaille                          | Mystic Mayhem                                    | 20 juillet 2018     | 17 novembre 2018    |
| 2  | 2a  | Tsunami d'origami                             | Origami Tsunami                                  | 25 septembre 2018   | 17 novembre 2018    |
| 2  | 2b  | Les Cadeaux de Donnie                         | Donnie's Gifts                                   | 17 septembre 2018   | 17 novembre 2018    |
| 3  | 3a  | Le goûter d'anniversaire                      | War and Pizza                                    | 17 septembre 2018   | 24 novembre 2018    |
| 3  | 3b  | Un scoop, sinon rien                          | Newsworthy                                       | 27 septembre 2018   | 24 novembre 2018    |
| 4  | 4a  | La Mante Mitrailleuse                         | Repo Mantis                                      | 20 septembre 2018   | 1er décembre 2018   |
| 4  | 4b  | La Grande Contagion                           | Down with the Sickness                           | 18 septembre 2018   | 1er décembre 2018   |
| 5  | 5a  | Fast and Fourrure                             | The Fast and the Furriest                        | 24 septembre 2018   | 8 décembre 2018     |
| 5  | 5b  | La Même mème                                  | Mascot Melee                                     | 26 septembre 2018   | 8 décembre 2018     |
| 6  | 6a  | Catcheurs en carapace                         | Shell in a Cell                                  | 24 septembre 2018   | 2 juillet 2019      |
| 6  | 6b  | Le dédale du Minotaure                        | Minotaur Maze                                    | 6 octobre 2018      | 2 juillet 2019      |
| 7  | 7   | SOS Moustiques                                | Bug Busters                                      | 17 novembre 2018    | 2 juillet 2019      |
| 8  | 8a  | Le combat qui n'en finit pas                  | The Longest Fight                                | 6 octobre 2018      | 15 juillet 2019     |
| 8  | 8b  | Hypnopotamus, le retour                       | Hypno! Part Deux!                                | 3 novembre 2018     | 15 juillet 2019     |
| 9  | 9a  | La chasse au Gumbus                           | The Gumbus                                       | 13 octobre 2018     | 10 avril 2019       |
| 9  | 9b  | Miss Câline                                   | Mrs. Cuddles                                     | 20 octobre 2018     | 10 avril 2019       |
| 10 | 10a | Quatre-en-un                                  | Stuck on You                                     | 10 novembre 2018    | 13 avril 2019       |
| 10 | 10b | Le retour d'Alberto                           | Al Be Back                                       | 1er décembre 2018   | 13 avril 2019       |
| 11 | 11a | La veste couleur pourpre                      | Purple Jacket                                    | 26 janvier 2019     | 20 avril 2019       |
| 11 | 11b | Pizzerias en danger                           | Pizza Pit                                        | 2 février 2019      | 20 avril 2019       |
| 12 | 12a | Robot à tout frère                            | Smart Lair                                       | 9 février 2019      | 5 août 2019         |
| 12 | 12b | Un jeu chaud bouillant                        | Hot Soup : The Game                              | 16 février 2019     | 5 août 2019         |
| 13 | 13  | La Ligue des mutants ultra-méchants           | The Evil League of Mutants                       | 19 janvier 2019     | 12 novembre 2019    |
| 14 | 14a | Frais de retard                               | Late Fee                                         | 23 février 2019     | 12 septembre 2019   |
| 14 | 14b | Le Groom mutant                               | Bullhop                                          | 2 mars 2019         | 12 septembre 2019   |
| 15 | 15a | Donnie Puissance 4                            | Mind Meld                                        | 9 mars 2019         | 5 octobre 2019      |
| 15 | 15b | Jamais sans ma truffe                         | Nothing But Truffle                              | 16 mars 2019        | 5 octobre 2019      |
| 16 | 16  | Un Rat Infiltré                               | Shadow of Evil                                   | 20 avril 2019       | 12 octobre 2019     |
| 17 | 17a | Piratage de portail                           | Portal Jacked!                                   | 6 avril 2019        | 19 octobre 2019     |
| 17 | 17b | Warren et Hypno, les inséparables             | Warren & Hypno, Sitting in a Tree                | 1er juin 2019       | 19 octobre 2019     |
| 18 | 18a | Opération : Journée Normale                   | Operation: Normal                                | 8 juin 2019         | 22 octobre 2019     |
| 18 | 18b | Franken-Foot                                  | Sparring Partner                                 | 13 avril 2019       | 22 octobre 2019     |
| 19 | 19a | Le Concours du Meilleur Serveur               | You Got Served                                   | 15 juin 2019        | 15 juin 2019        |
| 19 | 19b | L’Art de manipuler et de ce faire des ennemis | How to Make Enemies and Bend People to Your Will | 22 juin 2019        | 22 novembre 2019    |
| 20 | 20a | Pagaille à la bibliothèque                    | Mystic Library                                   | 29 juin 2019        | 25 novembre 2019    |
| 20 | 20b | Le Jeu Violet                                 | The Purple Game                                  | 6 juillet 2019      | 25 novembre 2019    |
| 21 | 21a | Raph contre les Monstres des égouts           | Man VS. Sewer                                    | 13 octobre 2019     | 14 novembre 2019    |
| 21 | 21b | La Menace Mutante                             | The Mutant Menace                                | 13 octobre 2019     | 14 novembre 2019    |

### Deuxième saison (2019-2020)
1. Évasion et mission (Many Unhappy Returns)
2. Titres français inconnus (Todd Scouts / Goyles, Goyles, Goyles)
3. Titres français inconnus (Flushed, But Never Forgotten / Lair Games)
4. Titres français inconnus (Breaking Purple / Repairin' the Baron)
5. Titres français inconnus (Air Turtle / Pizza Puffs)
6. Titres français inconnus (Sidekick Ahoy ! / The Hidden City Job)
7. Titres français inconnus (Always Be Brownies / Mystery Meat)
8. Titres français inconnus (Donnie vs. Witch Town / Raph's Ride-Along)
9. Titres français inconnus (Hidden City's Most Wanted / Bad Hair Day)
10. Titres français inconnus (Fists of Furry / The Clothes Don't Make the Turtle)
11. Titre français inconnu (Battle Nexus: New York)
12. Titres français inconnus (Finale Part 1: E-Turtle Sunshine of the Spotless Mind / Finale Part 2: Shreddy or Not)
13. Titres français inconnus (Finale Part 3: Anatawa Hitorijanai / Finale Part 4: Rise)

## Univers de la série

### Les personnages

#### Les Tortues Ninja
- Leonardo/Leo : Leonardo est une tortue de Floride à oreilles rouges qui est le "frère le plus cool" autoproclamé. Il est également connu pour être appelé le "filou", et il pense que ses doubleurs vont "lancer l'équipe". Il porte un bandana bleu comme dans toutes les incarnations des tortues (à l'exception des comics de Mirage). Leo utilisait à l'origine deux ninjatōs comme son homologue principal, et plus tard, une épée ōdachi pouvant ouvrir des portails[14].
- Raphael/Raph : Raphael est une tortue serpentine commune qui est le "plus vieux, physiquement le frère le plus grand et le plus fort". Dans cette incarnation, et jusqu'à la seconde saison (ou le rôle échoira a Leo), il est le leader de l'équipe. Il porte un bandana "over-the-head". Le bandana a toujours été rouge. Il agit souvent avant de penser, ce qui occasionne souvent des problèmes aux autres tortues[15]. Raph utilisait à l'origine deux sais, et plus tard, il utilise deux tonfa au combat qui peuvent amplifier sa propre force avec de l'énergie rouge[16].
- Donatello/Donnie est un Trionychidae qui est "le génie de l'équipe". Il a un acolyte nommé Sheldon, ainsi que de nombreux autres obus de combat qu’il fabrique pour l’aider dans sa bataille à cause de son espèce. Il utilise un bō (bâton) de haute technologie au combat qui peut se transformer en une multitude d’armes comme des perceuses ou un marteau propulsé par fusée[16].
- Michelangelo/Mikey est un Terrapene qui est le "plus jeune jokester et frère des farceurs". C'est un artiste et on l'appelle aussi "joker". Mikey utilisait à l'origine une paire de ninjaku, et plus tard, un Manriki gusari qui, dans un combat, peut devenir un esprit de feu[17].

#### Les Alliés
- April O'Neil: Dans cette série, April est une fille afro-américaine qui porte des lunettes, contrairement à sa première apparition dans les bandes dessinées d'une femme rousse américano-irlandaise. Lors des combats, elle manie également une batte de baseball[18].
  - Pagaille est un chien mutant d'April O'Neil avec des capacités de téléportation[19]. C'est un agent qui a travaillé contre le baron Draxum.
- Splinter / Lou Jitsu est un rat gris mutant humanoïde qui est le sensei et le père adoptif des Tortues Ninja. Il ne commence pas à entraîner les tortues avant que des menaces sur le baron Draxum ne soient découvertes et dans un épisode spécial appelé Un Rat Infiltré, il est révélé qu’il est en réalité le personnage de film d’art martiaux préféré des Tortues Ninja, Lou Jitsu. et dans ce même épisode, il est révélé qu’il est sorti avec des filles, (jusque là rien de choquant) mais là où ça l'est, c'est lorsque l’on découvre dans un épisode (non spécial) appelé Cache-Cache Ninja, il est révélé que l'une de ces filles est une ennemie des Tortues Ninja, Big Mama (à l’époque où elle était gentille).

#### Les Ennemis
- Le baron Draxum est un guerrier mutant Yōkai et un alchimiste de la "Cité Cachée". Il est également connu sous le nom de "fabricant de mutants". En tant que protecteur autoproclamé de tous les êtres mutants, Baron Draxum cherche à transformer l'homme en mutant[20]. Draxum a le pouvoir d'augmenter son propre corps en écrasant des gousses dans ses mains et dans un épisode spécial appelée Le Grand Final, il a également eu les pouvoirs de Shredder.
  - Hunginn et Muninn sont deux créatures ressemblant à des gargouilles que l'on voit souvent assis sur les épaules du Baron Draxum. Leur nom et leur présence en tant que compagnons constants de Draxum sont une pièce de théâtre sur les personnages de saga nordique Huginn et Muninn.
  - Les Guardsmen sont les gardes qui travaillent pour le baron Draxum, experts en combat armé. Ils peuvent aussi monter des chiens monstrueux.
  - Les MutaMoustiques sont des insectes mutants qui travaillent pour le baron Draxum. Ils stockent des mutagènes pour infecter les personnes qu'ils mordent. Les MutaMoustiques sont d’abord observés lorsque le baron Draxum teste le mutagène sur un livreur qui a inconsciemment suivi les sbires du baron Draxum dans la Cité Cachée, ce qu'il a conduit à utiliser le MutaMoustiques pour transformer le livreur Stewart en un corégone mutant. Dans la première rencontre des Tortues Ninja face au baron Draxum, ils libèrent sans le savoir les MutaMoustiques à New York.
- Tas De Viande / Rupert Swaggart est un cochon mutant et un ancien chef célèbre. Ses bras sont constitués de vrilles qui s'accrochent et absorbent le pouvoir des autres mutants[21]. De plus, Tas De Viande porte un marteau à viande.
- Le clan des Foot : Dans cette série, le clan des Foot travaille pour le baron Draxum. Ils ont le pouvoir de se téléporter à travers des passerelles cachées et la capacité de créer et de contrôler des Ninja Origami et Le Lieutenant et La Brute Foot sont surnommés par Les Tortues Ninja, les têtes fumantes.
  - Lieutenant Foot est le lieutenant du clan des Foot et un fan de Lou Jitsu.
  - Brute Foot est un membre buff du clan des Foot et un fan de Lou Jitsu.
  - Les Origami Ninjas sont des Ninjas en papier créés par le lieutenant et la brute à pied.
- Les poissons mutants sont un groupe de poissons d'argent mutants. S'ils sont attaqués, le poisson d'argent mutant deviendra plus petit qui s'agrégera plus tard à son état d'origine.
- Warren Stone est un journaliste qui a muté dans un petit ver de terre mutant avec une queue de ver de terre au lieu de pattes après avoir été piqué par un Oozesquito[22]. Si coupé en deux, Warren peut se régénérer. Depuis sa mutation, il s'est déclaré le plus grand ennemi des Tortues Ninja mais ceux-ci ne se souviennent jamais de lui.
- Hypno-Potamus est un hypnotiseur couronné de succès qui s'est transformé en hippopotame après avoir été piqué par un Oozesquito[22]. Il a commencé son intrigue de voler des animaux de signature des magiciens où qu'il a conduit à sa rencontre avec les Tortues Ninja. Avec l'aide peu probable de Warren Stone qui ne voulait pas que quelqu'un d'autre détruise ses ennemis, les Tortues Ninja ont vaincu Hypno-Potamus.
- Albearto est un ours mécanique vivant utilisé lors des fêtes d'anniversaire des enfants dans une pizzeria[22]. Après qu’un petit enfant l’ait court-circuité, Donatello est surclassé par April lorsqu’un incident sur la scène provoque l’électrocution d’Albearto et lui donne vie.
  - Al-Beardo le Pirate est un ours pirate animatronique avec un crochet pour la main droite, un cache-œil sur son œil droit et un pied gauche qui est la mascotte d'une franchise de la pizzeria d'Albearto appelée "Al-Beardo's Squid and Chips".
  - Bayou 'Bearto est un ours animatronique hillbilly qui est la mascotte d'une franchise de pizzeria inconnue d'Albearto, où ce dernier a déclaré que son "gumbo était énorme".
  - Le chef Albéar est un ours animatronique qui est la mascotte de La Petite Albear, une franchise ratée de la pizzeria d'Albearto.
  - Otto von Bearto est un ours animatronique qui est la mascotte de la meilleure pizzeria d’Albearto appelée "Best Wurst House" d’Otto von Bearto.
- Big Mama est un Tsuchigumo qui peut changer entre sa forme humaine et sa forme d'araignée.
  - Gus est un bulldog mutant fidèle à Big Mama.
- La Mante Ferrailleuse est une mante mutante violette qui est le propriétaire vicieux et cupide d'une cour de récupération.
- Grand Ours est un champion de lutte humaine qui triche.
- Mutant Cockroach Gang est un groupe anonyme de cafards mutants qui se font passer pour des mascottes.
  - Atomic Lass est un cafard mutant sans nom habillé en Atomic Lass.
  - Joey the Junkyard Dog est un cafard mutant sans nom habillé en Joey the Junkyard Dog.
  - Robot Vampire est un cafard mutant sans nom habillé en Robot Vampire.
  - Sergent Woodpecker est une blatte mutante non identifiée déguisée en sergent Woodpecker.
- Baxter Stockboy est un homme impayé et une "célébrité de l'internet" autoproclamée qui est vaguement inspiré de Baxter Stockman. Il a construit un robot pour se faire passer pour le Gumbus et hanter le supermarché où il travaillait. Dans l'épisode La veste couleur pourpre, Baxter Stockboy était chargé d'aider Albearto à se procurer des roues en échange du code de triche du jeu de danse de la pizzeria d'Alberto.
- Miss Câline est un personnage de lapin en peluche d'une série télévisée du même nom qui s'anime pour se nourrir de la peur qu'elle devienne plus grande et plus forte. Si quelqu'un se moque d'elle, Mme Cuddles perd sa taille et sa force.
- Les dragons violets sont un trio d'élèves snobby et criminels du club de technologie au lycée d'April. Ils maîtrisent le piratage informatique, le vol de haute technologie et possèdent d'autres capacités technologiques.
  - Kendra est le chef des dragons violets.
  - Jase est membre des dragons violets.
  - Jeremy est membre des dragons violets
- Les frères Sando sont deux artistes de performance transformés en crabes mutants. Ils peuvent attaquer en lançant leurs griffes gauches sur leurs adversaires.
  - Ben Sando est un membre des frères Sando.
  - Carl Sando est un membre des frères Sando.
- S.H.E.L.L.D.O.N. est l'invention de Donnie sur l'IA.

• Shredder est un démon dont les morceaux d’armure appelé Le Koroi Yoroi se sont éparpillés un peu partout sur Terre après avoir été vaincu, son armure est appelée Armure Noire, depuis qu’il connaît son existence et son histoire, Le Baron Draxum aide le clan des Foot à reconstituer Shredder et dans un épisode spécial appelée Le Grand Final, il est reconstitué et enfilé par Le Baron Draxum puis il se fait retirer l’armure noire par Les Tortues Ninja et au moment de quitter Le Baron Draxum, l’armure noire s’est nourrie de la force Du Baron Draxum, Shredder est surpuissant, indestructible, peut balancer de très très longs fils de fer très souple et très très résistant avec des flèches au bout, il peut également lancer des bâtons en laser rose et contrairement Au Baron Draxum qui veut détruire seulement l’humanité, Shredder lui veut détruire le monde entier.

#### Autres personnages
- Stewart est un livreur de nourriture qui, sans le savoir, a suivi les serviteurs du baron Draxum dans la Cité secrète, ce qui a conduit le Baron Draxum à utiliser le Oozesquito pour transformer le livreur en corégone mutant et que dernier s'enfuit. Avant sa mutation, il a mentionné que le corégone était utilisé pour imiter la chair de crabe servie par ses employeurs. Dans l'épisode SOS Moustiques, Stewart a été vu en train de se battre dans le Nexus de la bataille, où il a engagé un opérateur de silos-élévateurs à pieuvres dans une bagarre.
- Clem est le propriétaire d'un magasin de bonbons qui peut basculer entre une forme humaine et une forme de chèvre mutante. Sa boutique est une devanture où il vend des objets magiques. Pour accéder aux objets magiques, le mot de passe que l'on doit utiliser est "wink".
- Todd Capybara est un capybara mutant amical et un gardien charitable et désintéressé de Cuddles Cakes Puppy Rescue sur Long Island. En échange de l'abandon de son camping-car par Todd, Michelangelo et Donatello construisent un nouveau type de résidence pour Todd et ses chiots de sauvetage.
- Señor Hueso est un squelette qui utilise son propre bras gauche pour une canne. Il est le portier de la pizzeria appelée la plus grande pizza du monde dans le mystique Undercity de New York. Le nom de Señor Hueso est l'espagnol pour "Mr Bone".
- Creuse sont un trio de musiciens de rock aspirant à leur percée. Transformés en animal terrier mutant par les Oozequitoes, ils tentent un stratagème malavisé pour se constituer un premier public attentif en ciblant les différentes pizzerias. Avec l'aide des tortues, ils deviennent enfin une attraction en tant que musicienne de la pizzeria.
  - Prairie Dog est un chien de prairie mutant qui est le chanteur et guitariste du groupe.
  - Ground Hog est une marmotte mutante qui est le batteur obsédé par les fouilles du groupe.
  - Honey Badger est un ratel mutant qui est le guitariste secondaire du groupe. Elle est la plus forte du groupe.

## Accueil

### Audiences
| Saison | Début de saison   | Début de saison | Début de saison | Fin de saison     | Fin de saison   | Fin de saison | Moyenne des téléspectateurs |
| Saison | Date de diffusion | Téléspectateurs | Ref.            | Date de diffusion | Téléspectateurs | Ref.          | Moyenne des téléspectateurs |
| ------ | ----------------- | --------------- | --------------- | ----------------- | --------------- | ------------- | --------------------------- |
| 1      | 20 juillet 2018   | 600 000         | [ 23 ]          | 16 novembre 2019  | 90 000          | [ 24 ]        | -                           |
| 2      | 23 novembre 2019  | 180 000         | [ 25 ]          | -                 | -               | -             |                             |

### Réceptions critiques
La série a fait l'objet de critiques polarisées, beaucoup critiquant les modifications apportées aux tortues et l'orientation de la série. IMDb a marqué la nouvelle série avec une note de 5,4 sur 10 mais beaucoup ont loué la série pour avoir introduit de nouveaux méchants et donné aux tortues une approche nouvelle de la série précédente de la franchise avec plus d'humour, de comédie et d'action.

### Récompenses et nominations
| Année | Récompenses         | Catégorie                                                                                        | Nomination                  | Résultat   | Réf.   |
| ----- | ------------------- | ------------------------------------------------------------------------------------------------ | --------------------------- | ---------- | ------ |
| 2019  | Annie Awards        | Meilleure production télévisée / audiovisuelle animée pour enfants                               | Le Destin des Tortues Ninja | Nomination | [ 26 ] |
| 2019  | Annie Awards        | Réalisation exceptionnelle d'effets animés dans une production télévisée / radiodiffusée animée  | Jeffrey Lai                 | Nomination | [ 26 ] |
| 2019  | Annie Awards        | Réussite exceptionnelle pour le scénarimage dans une production télévisée / radiodiffusée animée | Kevin Molina-Ortiz          | Lauréat    | [ 26 ] |
| 2019  | Kids' Choice Awards | Dessin animé préféré                                                                             | Le Destin des Tortues Ninja | Nomination | [ 27 ] |
| 2019  | Daytime Emmy Awards | Série d'animation exceptionnelle pour enfants                                                    | Le Destin des Tortues Ninja | Nomination |        |
| 2020  | Annie Awards        | Meilleure émission animée / télévisée pour les enfants                                           | Le Destin des Tortues Ninja | Nomination |        |

## Produits dérivés

### Sorties en DVD et disque Blu-Ray
| Région | Titre originale                          | Saison | Format image | Nombre d'épisodes | Sorties        | Sorties         | Contenue des épisodes            |
| Région | Titre originale                          | Saison | Format image | Nombre d'épisodes | Région 1       | Région 2        | Contenue des épisodes            |
| ------ | ---------------------------------------- | ------ | ------------ | ----------------- | -------------- | --------------- | -------------------------------- |
| 1 et 2 | Rise of the Teenage Mutant Ninja Turtles | 1      | 16:9         | 7                 | 12 mars 2019   | 15 juillet 2019 | Épisodes 1, 2, 3, 4, 9, 10 et 11 |
| 1      | Mutant Mania                             | 1      | 16:9         | 6                 | 4 février 2020 | NC              | Épisodes 6, 12, 14, 17, 18 et 23 |

### Livres
En avril 2018, il a été annoncé qu'IDW publierait une série de bandes dessinées basée sur la série, commençant en juillet 2018.

### Jouets
Le 16 février 2018, les premiers jouets basés sur la série ont été présentés au New York City Toy Fair. Les premiers jouets de la série devraient être commercialisés le 1er octobre 2018, mais commencent à couler dans les magasins le 20 septembre 2018.
En août 2018, la chaîne américaine de restauration rapide Sonic Drive-In a publié un ensemble de jouets de repas pour enfants inspirés de la série, disponibles dans ses plats Wacky Pack[réf. souhaitée].

### Jeux vidéo
Dans les mois précédant le lancement de la série, Viacom et Nintendo ont collaboré pour commercialiser Rise of the Teenage Mutant Ninja Turtles via un événement multijoueur en ligne à durée limitée pour le jeu vidéo Splatoon 2, dans lequel les Inklings peuvent participer à un tournoi Splatfest, luttant pour savoir lequel des quatre frères est le meilleur, à la fin de l'événement, c'est Donatello qui finit premier, Raphael finit 2e tandis que nous savons pas les résultats de Michelangelo et Leonardo,.

### Film
Le 5 février 2019, il a été annoncé qu'un long métrage basé sur la série était en production pour Netflix.